# McAfee WebAdvisor
是一个用于评估网站安全性的程序，也指其所提供的服務，这项服务通过在线的数据来帮助用户判断其访问的网站是否安全，保护用户的财产和隐私安全。这项服务支持Microsoft Edge、Google Chrome或 Mozilla Firefox等主流浏览器，該組織於2006年4月5日，被McAfee公司正式收购，成为McAfee的全资子公司，稱之為McAfee SiteAdvisor。現在已改名為McAfee Web Advisor。

## 概要
McAfee SiteAdvisor是透過安裝在 Microsoft Edge、Google Chrome或Mozilla Firefox上，針對瀏覽的網站進行測試，並且將測試網站分為四級。

## SiteAdvisor Plus
McAfee提供另一種需要付費的SiteAdvisor Plus給需要更強大保護的網路使用者。

## 外部連結
- McAfee SiteAdvisor

1. ↑  . McAfee. 2025-1-1 （中文（中国大陆））.